# Interlands Turks voetbalelftal 1980-1989
Deze pagina toont een chronologisch en gedetailleerd overzicht van de interlands die het Turks voetbalelftal heeft gespeeld in de periode 1980 – 1989.

## Interlands

### 1980
|                                                                          |                        |       |                                                                   |                                                                                  |
| 24 september WK 1982 kwalificatie № 190 «onderlinge duels» 16:00 (UTC+4) | Turkije                | 1 – 3 | IJsland                                                           | İzmir Atatürkstadion, İzmir Toeschouwers: 18.506 Scheidsrechter: Ioan Igna (ROU) |
| 24 september WK 1982 kwalificatie № 190 «onderlinge duels» 16:00 (UTC+4) | Fatih Terim 72' (pen.) |       | 12' Janus Guðlaugsson 60' Albert Guðmundsson 81' Teitur Þórðarson | İzmir Atatürkstadion, İzmir Toeschouwers: 18.506 Scheidsrechter: Ioan Igna (ROU) |

| Islamitische Spelen 1980 |
| ------------------------ |

|                                                             |                     |       |             |                                                                    |
| 1 oktober Islamitische Spelen 1980 № 191 «onderlinge duels» | Turkije             | 1 – 2 | Libië       | İzmir Atatürkstadion, İzmir Scheidsrechter: Fahad Al Dahmash (KSA) |
| 1 oktober Islamitische Spelen 1980 № 191 «onderlinge duels» | Muharrem Gürbüz 24' |       | Goal · Goal | İzmir Atatürkstadion, İzmir Scheidsrechter: Fahad Al Dahmash (KSA) |

|                                                             |                                                                 |       |               |                                                                                       |
| 3 oktober Islamitische Spelen 1980 № 192 «onderlinge duels» | Turkije                                                         | 3 – 0 | Saoedi-Arabië | İzmir Atatürkstadion, İzmir Toeschouwers: 5.591 Scheidsrechter: Zeyn El Alaadin (MAS) |
| 3 oktober Islamitische Spelen 1980 № 192 «onderlinge duels» | Tuncay Soyak 2' Saleh Al-Nu'eimeh 34' (e.d.) Zafer Bilgitay 80' |       |               | İzmir Atatürkstadion, İzmir Toeschouwers: 5.591 Scheidsrechter: Zeyn El Alaadin (MAS) |

|                                                             |                                                    |       |          |                                                                   |
| 5 oktober Islamitische Spelen 1980 № 193 «onderlinge duels» | Turkije                                            | 3 – 0 | Maleisië | İzmir Atatürkstadion, İzmir Scheidsrechter: Musaid Al Saeed (KSA) |
| 5 oktober Islamitische Spelen 1980 № 193 «onderlinge duels» | Metin Yıldız 33' Tuncay Soyak 66' Tuncay Soyak 86' |       |          | İzmir Atatürkstadion, İzmir Scheidsrechter: Musaid Al Saeed (KSA) |

|  |  |  |  |  |  |  |  |  |

|                                                                            |                                                                            |       |         |                                                                                |
| 15 oktober WK 1982 kwalificatie № 194 «onderlinge duels» 19:30 uur (UTC+1) | Wales                                                                      | 4 – 0 | Turkije | Ninian Park, Cardiff Toeschouwers: 11.770 Scheidsrechter: Torben Månsson (DEN) |
| 15 oktober WK 1982 kwalificatie № 194 «onderlinge duels» 19:30 uur (UTC+1) | Brian Flynn 19' Leighton James 37' (pen.) Ian Walsh 79' Leighton James 85' |       |         | Ninian Park, Cardiff Toeschouwers: 11.770 Scheidsrechter: Torben Månsson (DEN) |

|                                                                            |                                     |       |         |                                                                                            |
| 3 december WK 1982 kwalificatie № 195 «onderlinge duels» 17:00 uur (UTC+1) | Tsjecho-Slowakije                   | 2 – 0 | Turkije | Stadion Evžena Rošického, Praag Toeschouwers: 8.500 Scheidsrechter: Erik Fredriksson (SWE) |
| 3 december WK 1982 kwalificatie № 195 «onderlinge duels» 17:00 uur (UTC+1) | Zdeněk Nehoda 13' Zdeněk Nehoda 15' |       |         | Stadion Evžena Rošického, Praag Toeschouwers: 8.500 Scheidsrechter: Erik Fredriksson (SWE) |

|                                                                          |         |                 |       |                                                                                       |
| 25 maart WK 1982 kwalificatie № 196 «onderlinge duels» 15:00 uur (UTC+3) | Turkije | 0 – 1           | Wales | Ankara 19 Mayısstadion, Ankara Toeschouwers: 19.722 Scheidsrechter: Sándor Kuti (HUN) |
| 25 maart WK 1982 kwalificatie № 196 «onderlinge duels» 15:00 uur (UTC+3) |         | 68' Carl Harris |       | Ankara 19 Mayısstadion, Ankara Toeschouwers: 19.722 Scheidsrechter: Sándor Kuti (HUN) |

### 1981
|                                                                          |         |                                                   |                   |                                                                                          |
| 15 april WK 1982 kwalificatie № 197 «onderlinge duels» 15:30 uur (UTC+4) | Turkije | 0 – 3                                             | Tsjecho-Slowakije | Ali Sami Yenstadion, Istanbul Toeschouwers: 35.000 Scheidsrechter: Roger Schoeters (BEL) |
| 15 april WK 1982 kwalificatie № 197 «onderlinge duels» 15:30 uur (UTC+4) |         | 58' Petr Janečka 70' Ján Kozák 80' Ladislav Vízek |                   | Ali Sami Yenstadion, Istanbul Toeschouwers: 35.000 Scheidsrechter: Roger Schoeters (BEL) |

|                                                                       |                                           |       |         |                                                                                        |
| 9 september WK 1982 kwalificatie № 198 «onderlinge duels» 18:15 (UTC) | IJsland                                   | 2 – 0 | Turkije | Laugardalsvöllur, Reykjavik Toeschouwers: 4.292 Scheidsrechter: Kevin O'Sullivan (IRL) |
| 9 september WK 1982 kwalificatie № 198 «onderlinge duels» 18:15 (UTC) | Lárus Guðmundsson 20' Atli Eðvaldsson 66' |       |         | Laugardalsvöllur, Reykjavik Toeschouwers: 4.292 Scheidsrechter: Kevin O'Sullivan (IRL) |

|                                                                              |                                                                                      |       |         |                                                                                            |
| 23 september WK 1982 kwalificatie № 199 «onderlinge duels» 18:00 uur (UTC+4) | Sovjet-Unie                                                                          | 4 – 0 | Turkije | Centraal Leninstadion, Moskou Toeschouwers: 41.500 Scheidsrechter: Damir Matovinovič (YUG) |
| 23 september WK 1982 kwalificatie № 199 «onderlinge duels» 18:00 uur (UTC+4) | Aleksandre Tsjivadze 4' Anatoli Demjanenko 20' Oleh Blochin 26' Ramaz Shengeliya 49' |       |         | Centraal Leninstadion, Moskou Toeschouwers: 41.500 Scheidsrechter: Damir Matovinovič (YUG) |

|                                                                           |         |                                                        |             |                                                                                         |
| 7 oktober WK 1982 kwalificatie № 200 «onderlinge duels» 18:00 uur (UTC+3) | Turkije | 0 – 3                                                  | Sovjet-Unie | İzmir Atatürkstadion, İzmir Toeschouwers: 6.215 Scheidsrechter: Walter Eschweiler (FRG) |
| 7 oktober WK 1982 kwalificatie № 200 «onderlinge duels» 18:00 uur (UTC+3) |         | 17' Ramaz Shengeliya 38' Oleh Blochin 54' Oleh Blochin |             | İzmir Atatürkstadion, İzmir Toeschouwers: 6.215 Scheidsrechter: Walter Eschweiler (FRG) |

### 1982
|                                                                           |                                                                                        |       |         |                                                                               |
| 22 september Vriendschappelijk № 201 «onderlinge duels» 16:30 uur (UTC+2) | Hongarije                                                                              | 5 – 0 | Turkije | Rába ETO Stadion, Győr Toeschouwers: 6.000 Scheidsrechter: Josef Pouček (TCH) |
| 22 september Vriendschappelijk № 201 «onderlinge duels» 16:30 uur (UTC+2) | Imre Garaba 10' Győző Burcsa 28' László Budavári 41' Sándor Kiss 61' József Póczik 73' |       |         | Rába ETO Stadion, Győr Toeschouwers: 6.000 Scheidsrechter: Josef Pouček (TCH) |

|                                                                            |                    |       |         |                                                                                  |
| 27 oktober EK 1984 kwalificatie № 202 «onderlinge duels» 18:00 uur (UTC+3) | Turkije            | 1 – 0 | Albanië | İzmir Atatürkstadion, İzmir Toeschouwers: 27.702 Scheidsrechter: Ioan Igna (ROU) |
| 27 oktober EK 1984 kwalificatie № 202 «onderlinge duels» 18:00 uur (UTC+3) | Arif Kocabıyık 86' |       |         | İzmir Atatürkstadion, İzmir Toeschouwers: 27.702 Scheidsrechter: Ioan Igna (ROU) |

|                                                                             |                                                                                    |       |         |                                                                                             |
| 17 november EK 1984 kwalificatie № 203 «onderlinge duels» 19:00 uur (UTC+2) | Oostenrijk                                                                         | 4 – 0 | Turkije | Gerhard Hanappistadion, Wenen Toeschouwers: 9.614 Scheidsrechter: Aleksander Suchanek (POL) |
| 17 november EK 1984 kwalificatie № 203 «onderlinge duels» 19:00 uur (UTC+2) | Toni Polster 10' Bruno Pezzey 33' Herbert Prohaska 36' (pen.) Walter Schachner 52' |       |         | Gerhard Hanappistadion, Wenen Toeschouwers: 9.614 Scheidsrechter: Aleksander Suchanek (POL) |

|                                                                          |         |                       |           |                                                                                    |
| 22 december Vriendschappelijk № 204 «onderlinge duels» 14:00 uur (UTC+3) | Turkije | 0 – 1                 | Bulgarije | Ali Sami Yenstadion, Istanbul Toeschouwers: 9.598 Scheidsrechter: İhsan Türe (TUR) |
| 22 december Vriendschappelijk № 204 «onderlinge duels» 14:00 uur (UTC+3) |         | 79' Zhivko Gospodinov |           | Ali Sami Yenstadion, Istanbul Toeschouwers: 9.598 Scheidsrechter: İhsan Türe (TUR) |

### 1983
|                                                                        |                        |       |                  |                                                                                              |
| 29 januari Vriendschappelijk № 205 «onderlinge duels» 14:00 uur (UTC+) | Turkije                | 1 – 1 | Roemenië         | Ali Sami Yenstadion, Istanbul Toeschouwers: 7.728 Scheidsrechter: Nedyalko Tahtadzhiev (BUL) |
| 29 januari Vriendschappelijk № 205 «onderlinge duels» 14:00 uur (UTC+) | Selçuk Yula 33' (pen.) |       | 9' Romulus Gabor | Ali Sami Yenstadion, Istanbul Toeschouwers: 7.728 Scheidsrechter: Nedyalko Tahtadzhiev (BUL) |

|                                                                      |                                                         |       |                   |                                                                                        |
| 9 maart Vriendschappelijk № 206 «onderlinge duels» 15:30 uur (UTC+2) | Roemenië                                                | 3 – 1 | Turkije           | Stadionul 23 August, Boekarest Toeschouwers: 17.000 Scheidsrechter: Bernd Stumpf (DDR) |
| 9 maart Vriendschappelijk № 206 «onderlinge duels» 15:30 uur (UTC+2) | Ilie Balaci 7' Ilie Balaci 19' (pen.) László Bölöni 87' |       | 36' Raşit Çetiner | Stadionul 23 August, Boekarest Toeschouwers: 17.000 Scheidsrechter: Bernd Stumpf (DDR) |

|                                                                          |                                       |       |                  |                                                                               |
| 30 maart EK 1984 kwalificatie № 207 «onderlinge duels» 20:00 uur (UTC+1) | Noord-Ierland                         | 2 – 1 | Turkije          | Windsor Park, Belfast Toeschouwers: 15.093 Scheidsrechter: Alain Delmer (FRA) |
| 30 maart EK 1984 kwalificatie № 207 «onderlinge duels» 20:00 uur (UTC+1) | Martin O'Neill 5' John McClelland 17' |       | 56' Hasan Şengün | Windsor Park, Belfast Toeschouwers: 15.093 Scheidsrechter: Alain Delmer (FRA) |

|                                                                          |         |                                                                                  |                |                                                                                         |
| 23 april EK 1984 kwalificatie № 208 «onderlinge duels» 18:30 uur (UTC+3) | Turkije | 0 – 3                                                                            | West-Duitsland | İzmir Atatürkstadion, İzmir Toeschouwers: 59.637 Scheidsrechter: Vojtech Christov (TCH) |
| 23 april EK 1984 kwalificatie № 208 «onderlinge duels» 18:30 uur (UTC+3) |         | 29' (pen.) Karl-Heinz Rummenigge 53' Wolfgang Dremmler 71' Karl-Heinz Rummenigge |                | İzmir Atatürkstadion, İzmir Toeschouwers: 59.637 Scheidsrechter: Vojtech Christov (TCH) |

|                                                                        |                          |       |                 |                                                                                      |
| 11 mei EK 1984 kwalificatie № 209 «onderlinge duels» 17:30 uur (UTC+2) | Albanië                  | 1 – 1 | Turkije         | Qemal Stafastadion, Tirana Toeschouwers: 15.678 Scheidsrechter: Mircea Salomir (ROU) |
| 11 mei EK 1984 kwalificatie № 209 «onderlinge duels» 17:30 uur (UTC+2) | Raşit Çetiner 73' (e.d.) |       | 34' Metin Tekin | Qemal Stafastadion, Tirana Toeschouwers: 15.678 Scheidsrechter: Mircea Salomir (ROU) |

|                                                                            |                 |       |               |                                                                                            |
| 12 oktober EK 1984 kwalificatie № 210 «onderlinge duels» 15:30 uur (UTC+3) | Turkije         | 1 – 0 | Noord-Ierland | Ankara 19 Mayısstadion, Ankara Toeschouwers: 21.096 Scheidsrechter: Romualdas Yushka (URS) |
| 12 oktober EK 1984 kwalificatie № 210 «onderlinge duels» 15:30 uur (UTC+3) | Selçuk Yula 17' |       |               | Ankara 19 Mayısstadion, Ankara Toeschouwers: 21.096 Scheidsrechter: Romualdas Yushka (URS) |

|                                                                            | |       |                  |                                                                                         |
| 26 oktober EK 1984 kwalificatie № 211 «onderlinge duels» 20:15 uur (UTC+1) | West-Duitsland                                                                                              | 5 – 1 | Turkije          | Olympiastadion, West-Berlijn Toeschouwers: 30.457 Scheidsrechter: Edvard Šoštarič (YUG) |
| 26 oktober EK 1984 kwalificatie № 211 «onderlinge duels» 20:15 uur (UTC+1) | Rudi Völler 44' Karl-Heinz Rummenigge 61' Rudi Völler 65' Uli Stielike 66' Karl-Heinz Rummenigge 75' (pen.) |       | 67' Hasan Şengün | Olympiastadion, West-Berlijn Toeschouwers: 30.457 Scheidsrechter: Edvard Šoštarič (YUG) |

|                                                                             |                                                          |       |                      |                                                                                          |
| 16 november EK 1984 kwalificatie № 212 «onderlinge duels» 15:00 uur (UTC+3) | Turkije                                                  | 3 – 1 | Oostenrijk           | Ali Sami Yenstadion, Istanbul Toeschouwers: 21.310 Scheidsrechter: Roger Schoeters (BEL) |
| 16 november EK 1984 kwalificatie № 212 «onderlinge duels» 15:00 uur (UTC+3) | İlyas Tüfekçi 62' Selçuk Yula 69' Selçuk Yula 76' (pen.) |       | 72' Ernst Baumeister | Ali Sami Yenstadion, Istanbul Toeschouwers: 21.310 Scheidsrechter: Roger Schoeters (BEL) |

### 1984
|                                                       |                   |       |         |                                                                             |
| 20 januari Vriendschappelijk № 213 «onderlinge duels» | Egypte            | 1 – 0 | Turkije | Cairostadion, Caïro Toeschouwers: 6.000 Scheidsrechter: Hossam El Din (EGY) |
| 20 januari Vriendschappelijk № 213 «onderlinge duels» | Imad Suleiman 54' |       |         | Cairostadion, Caïro Toeschouwers: 6.000 Scheidsrechter: Hossam El Din (EGY) |

|                                                                         |        |                  |         |                                                                                   |
| 22 januari Vriendschappelijk № 214 «onderlinge duels» 13:45 uur (UTC+2) | Egypte | 0 – 1            | Turkije | Port Saidstadion, Port Said Toeschouwers: 6.000 Scheidsrechter: Şevki Halef (EGY) |
| 22 januari Vriendschappelijk № 214 «onderlinge duels» 13:45 uur (UTC+2) |        | 44' Onur Kayador |         | Port Saidstadion, Port Said Toeschouwers: 6.000 Scheidsrechter: Şevki Halef (EGY) |

|                                                                      |                   |       |                                             |                                                                                     |
| 3 maart Vriendschappelijk № 215 «onderlinge duels» 15:00 uur (UTC+3) | Turkije           | 1 – 2 | Italië                                      | BJK Inönüstadion, Istanbul Toeschouwers: 28.000 Scheidsrechter: Radu Petrescu (ROU) |
| 3 maart Vriendschappelijk № 215 «onderlinge duels» 15:00 uur (UTC+3) | İlyas Tüfekçi 65' |       | 2' Alessandro Altobelli 18' Antonio Cabrini | BJK Inönüstadion, Istanbul Toeschouwers: 28.000 Scheidsrechter: Radu Petrescu (ROU) |

|                                                                   |                    |       |                                                     | |
| 11 maart Vriendschappelijk № 216 «onderlinge duels» 15:00 (UTC+1) | Luxemburg          | 1 – 3 | Turkije                                             | Stade de la Frontière, Esch-sur-Alzette Toeschouwers: 8.000 Scheidsrechter: Karl-Joseph Assenmacher (FRG) |
| 11 maart Vriendschappelijk № 216 «onderlinge duels» 15:00 (UTC+1) | Gilbert Dresch 39' |       | 62' Sedat Özden 71' İlyas Tüfekçi 74' İlyas Tüfekçi | Stade de la Frontière, Esch-sur-Alzette Toeschouwers: 8.000 Scheidsrechter: Karl-Joseph Assenmacher (FRG) |

|                                                                      |         | |           |                                                                               |
| 4 april Vriendschappelijk № 217 «onderlinge duels» 15:00 uur (UTC+3) | Turkije | 0 – 6 | Hongarije | İnönüstadion, Istanbul Toeschouwers: 50.000 Scheidsrechter: Volker Roth (FRG) |
| 4 april Vriendschappelijk № 217 «onderlinge duels» 15:00 uur (UTC+3) |         | 22' Ferenc Mészáros 38' József Kardos 49' Márton Esterházy 51' Ferenc Mészáros 63' Béla Bodonyi 68' Márton Esterházy |           | İnönüstadion, Istanbul Toeschouwers: 50.000 Scheidsrechter: Volker Roth (FRG) |

|                                                                          |                                           |       |                       |                                                                                       |
| 6 september Vriendschappelijk № 218 «onderlinge duels» 17:00 uur (UTC+3) | Turkije                                   | 2 – 1 | Sovjet-Unie           | Antalya Atatürkstadion, Antalya Toeschouwers: 18.000 Scheidsrechter: İlyas Ayan (TUR) |
| 6 september Vriendschappelijk № 218 «onderlinge duels» 17:00 uur (UTC+3) | Hasan Şengün 40' İlyas Tüfekçi 75' (pen.) |       | 18' Valdas Ivanauskas | Antalya Atatürkstadion, Antalya Toeschouwers: 18.000 Scheidsrechter: İlyas Ayan (TUR) |

|                                                                       |                                                         |       |         |                                                                                         |
| 26 september Vriendschappelijk № 219 «onderlinge duels» 15:30 (UTC+2) | Polen                                                   | 2 – 0 | Turkije | Stadion 650-lecia, Słupsk Toeschouwers: 22.000 Scheidsrechter: Siegfried Kirschen (DDR) |
| 26 september Vriendschappelijk № 219 «onderlinge duels» 15:30 (UTC+2) | Dariusz Dziekanowski 17' Dariusz Dziekanowski 56' (pen) |       |         | Stadion 650-lecia, Słupsk Toeschouwers: 22.000 Scheidsrechter: Siegfried Kirschen (DDR) |

|                                                                         |         |       |           |                                                                                   |
| 16 oktober Vriendschappelijk № 220 «onderlinge duels» 16:00 uur (UTC+3) | Turkije | 0 – 0 | Bulgarije | BJK Inönüstadion, Istanbul Toeschouwers: 6.161 Scheidsrechter: Erkan Göksel (TUR) |
| 16 oktober Vriendschappelijk № 220 «onderlinge duels» 16:00 uur (UTC+3) |         |       |           | BJK Inönüstadion, Istanbul Toeschouwers: 6.161 Scheidsrechter: Erkan Göksel (TUR) |

|                                                                        |                          |       |                                 |                                                                                                |
| 31 oktober WK 1986 kwalificatie № 221 «onderlinge duels» 15:15 (UTC+3) | Turkije                  | 1 – 2 | Finland                         | Antalya Atatürkstadion, Antalya Toeschouwers: 10.000 Scheidsrechter: Velodi Miminoshvili (URS) |
| 31 oktober WK 1986 kwalificatie № 221 «onderlinge duels» 15:15 (UTC+3) | Ilyas Tüfekci 78' (pen.) |       | 10' Ari Hjelm 56' Mika Lipponen | Antalya Atatürkstadion, Antalya Toeschouwers: 10.000 Scheidsrechter: Velodi Miminoshvili (URS) |

|                                                                             |         | |          |                                                                                        |
| 14 november WK 1986 kwalificatie № 222 «onderlinge duels» 14:00 uur (UTC+3) | Turkije | 0 – 8 | Engeland | BJK Inönüstadion, Istanbul Toeschouwers: 26.494 Scheidsrechter: Vojtech Christov (TCH) |
| 14 november WK 1986 kwalificatie № 222 «onderlinge duels» 14:00 uur (UTC+3) |         | 13' Bryan Robson 17' Tony Woodcock 44' Bryan Robson 46' John Barnes 56' John Barnes 58' Bryan Robson 61' Tony Woodcock 86' Viv Anderson |          | BJK Inönüstadion, Istanbul Toeschouwers: 26.494 Scheidsrechter: Vojtech Christov (TCH) |

|                                                                      |                  |       |           |                                                                                     |
| 22 december Vriendschappelijk № 223 «onderlinge duels» 13:00 (UTC+3) | Turkije          | 1 – 0 | Luxemburg | BJK Inönüstadion, Istanbul Toeschouwers: 20.000 Scheidsrechter: Ahmet Yaşarov (BUL) |
| 22 december Vriendschappelijk № 223 «onderlinge duels» 13:00 (UTC+3) | Ceyhun Güray 39' |       |           | BJK Inönüstadion, Istanbul Toeschouwers: 20.000 Scheidsrechter: Ahmet Yaşarov (BUL) |

### 1985
|                                                                       |         |       |         |                                                                                    |
| 28 maart Vriendschappelijk № 224 «onderlinge duels» 16:00 uur (UTC+2) | Albanië | 0 – 0 | Turkije | Qemal Stafastadion, Tirana Toeschouwers: 15.000 Scheidsrechter: Dhori Prifti (ALB) |
| 28 maart Vriendschappelijk № 224 «onderlinge duels» 16:00 uur (UTC+2) |         |       |         | Qemal Stafastadion, Tirana Toeschouwers: 15.000 Scheidsrechter: Dhori Prifti (ALB) |

|                                                                         |                                                           |       |         |                                                                                         |
| 3 april WK 1986 kwalificatie № 225 «onderlinge duels» 16:00 uur (UTC+3) | Roemenië                                                  | 3 – 0 | Turkije | Stadionul Central, Craiova Toeschouwers: 20.816 Scheidsrechter: Itzhak Ben Itzhak (ISR) |
| 3 april WK 1986 kwalificatie № 225 «onderlinge duels» 16:00 uur (UTC+3) | Gheorghe Hagi 21' Rodion Cămătaru 28' Rodion Cămătaru 42' |       |         | Stadionul Central, Craiova Toeschouwers: 20.816 Scheidsrechter: Itzhak Ben Itzhak (ISR) |

|                                                                       |                                           |       |         |                                                                               |
| 1 mei WK 1986 kwalificatie № 226 «onderlinge duels» 20:00 uur (UTC+1) | Noord-Ierland                             | 2 – 0 | Turkije | Windsor Park, Belfast Toeschouwers: 15.609 Scheidsrechter: Bruno Galler (SUI) |
| 1 mei WK 1986 kwalificatie № 226 «onderlinge duels» 20:00 uur (UTC+1) | Norman Whiteside 44' Norman Whiteside 54' |       |         | Windsor Park, Belfast Toeschouwers: 15.609 Scheidsrechter: Bruno Galler (SUI) |

|                                                                          |             |       |         |                                                                                   |
| 28 augustus Vriendschappelijk № 227 «onderlinge duels» 20:00 uur (UTC+2) | Zwitserland | 0 – 0 | Turkije | Espenmoos, Sankt Gallen Toeschouwers: 8.000 Scheidsrechter: Horst Brummeier (AUT) |
| 28 augustus Vriendschappelijk № 227 «onderlinge duels» 20:00 uur (UTC+2) |             |       |         | Espenmoos, Sankt Gallen Toeschouwers: 8.000 Scheidsrechter: Horst Brummeier (AUT) |

|                                                                              |         |       |               |                                                                                       |
| 11 september WK 1986 kwalificatie № 228 «onderlinge duels» 18:30 uur (UTC+3) | Turkije | 0 – 0 | Noord-Ierland | İzmir Atatürkstadion, İzmir Toeschouwers: 34.052 Scheidsrechter: Michel Vautrot (FRA) |
| 11 september WK 1986 kwalificatie № 228 «onderlinge duels» 18:30 uur (UTC+3) |         |       |               | İzmir Atatürkstadion, İzmir Toeschouwers: 34.052 Scheidsrechter: Michel Vautrot (FRA) |

|                                                                          |                   |       |         |                                                                                |
| 25 september WK 1986 kwalificatie № 229 «onderlinge duels» 19:00 (UTC+3) | Finland           | 1 – 0 | Turkije | Ratina Stadion, Tampere Toeschouwers: 5.616 Scheidsrechter: Rune Larsson (SWE) |
| 25 september WK 1986 kwalificatie № 229 «onderlinge duels» 19:00 (UTC+3) | Jari Rantanen 37' |       |         | Ratina Stadion, Tampere Toeschouwers: 5.616 Scheidsrechter: Rune Larsson (SWE) |

|                                                                            |                                                                                      |       |         |                                                                                      |
| 16 oktober WK 1986 kwalificatie № 230 «onderlinge duels» 19:45 uur (UTC+1) | Engeland                                                                             | 5 – 0 | Turkije | Wembley Stadium, Londen Toeschouwers: 52.500 Scheidsrechter: Anatoli Milchenko (URS) |
| 16 oktober WK 1986 kwalificatie № 230 «onderlinge duels» 19:45 uur (UTC+1) | Chris Waddle 15' Gary Lineker 18' Bryan Robson 35' Gary Lineker 43' Gary Lineker 54' |       |         | Wembley Stadium, Londen Toeschouwers: 52.500 Scheidsrechter: Anatoli Milchenko (URS) |

|                                                                             |                 |       |                                                         |                                                                                    |
| 13 november WK 1986 kwalificatie № 231 «onderlinge duels» 21:00 uur (UTC+2) | Turkije         | 1 – 3 | Roemenië                                                | İzmir Atatürkstadion, İzmir Toeschouwers: 19.477 Scheidsrechter: Volker Roth (FRG) |
| 13 november WK 1986 kwalificatie № 231 «onderlinge duels» 21:00 uur (UTC+2) | Metin Tekin 78' |       | 15' George Iorgulescu 28' Marcel Coraş 54' Ştefan Iovan | İzmir Atatürkstadion, İzmir Toeschouwers: 19.477 Scheidsrechter: Volker Roth (FRG) |

|                                                                      |                 |       |                |                                                                              |
| 11 december Vriendschappelijk № 232 «onderlinge duels» 14:00 (UTC+2) | Turkije         | 1 – 1 | Polen          | 5 Ocak Stadion, Adana Toeschouwers: 12.000 Scheidsrechter: Talat Tokat (TUR) |
| 11 december Vriendschappelijk № 232 «onderlinge duels» 14:00 (UTC+2) | Tanju Çolak 66' |       | 26' Jan Furtok | 5 Ocak Stadion, Adana Toeschouwers: 12.000 Scheidsrechter: Talat Tokat (TUR) |

### 1986
|                                                                       |                    |       |             |                                                                              |
| 12 maart Vriendschappelijk № 233 «onderlinge duels» 15:00 uur (UTC+2) | Turkije            | 1 – 0 | Zwitserland | 5 Ocak Stadı, Adana Toeschouwers: 17.500 Scheidsrechter: Beriša Šinasi (YUG) |
| 12 maart Vriendschappelijk № 233 «onderlinge duels» 15:00 uur (UTC+2) | Yusuf Altıntaş 23' |       |             | 5 Ocak Stadı, Adana Toeschouwers: 17.500 Scheidsrechter: Beriša Šinasi (YUG) |

|                                                                            |                                                                              |       |         |                                                                              |
| 29 oktober EK 1988 kwalificatie № 234 «onderlinge duels» 17:30 uur (UTC+1) | Joegoslavië                                                                  | 4 – 0 | Turkije | Poljudstadion, Split Toeschouwers: 11.270 Scheidsrechter: Carlo Longhi (ITA) |
| 29 oktober EK 1988 kwalificatie № 234 «onderlinge duels» 17:30 uur (UTC+1) | Zlatko Vujović 25' Zlatko Vujović 35' Dejan Savićević 75' Zlatko Vujović 84' |       |         | Poljudstadion, Split Toeschouwers: 11.270 Scheidsrechter: Carlo Longhi (ITA) |

|                                                                             |         |       |               |                                                                                     |
| 12 november EK 1988 kwalificatie № 235 «onderlinge duels» 18:00 uur (UTC+2) | Turkije | 0 – 0 | Noord-Ierland | İzmir Atatürkstadion, İzmir Toeschouwers: 21.919 Scheidsrechter: Dan Petrescu (ROU) |
| 12 november EK 1988 kwalificatie № 235 «onderlinge duels» 18:00 uur (UTC+2) |         |       |               | İzmir Atatürkstadion, İzmir Toeschouwers: 21.919 Scheidsrechter: Dan Petrescu (ROU) |

### 1987
|                                                                      |                        |       |                                                               |                                                                                       |
| 4 maart Vriendschappelijk № 236 «onderlinge duels» 18:00 uur (UTC+2) | Turkije                | 1 – 3 | Roemenië                                                      | Ankara 19 Mayısstadion, Ankara Toeschouwers: 12.727 Scheidsrechter: Dušan Colić (YUG) |
| 4 maart Vriendschappelijk № 236 «onderlinge duels» 18:00 uur (UTC+2) | Tanju Çolak 90' (pen.) |       | 44' Miodrag Belodedici 62' László Bölöni 72' (e.d.) Ali Çoban | Ankara 19 Mayısstadion, Ankara Toeschouwers: 12.727 Scheidsrechter: Dušan Colić (YUG) |

|                                                                   |                                                   |       |                |                                                                                     |
| 25 maart Vriendschappelijk № 237 «onderlinge duels» 14:30 (UTC+2) | Turkije                                           | 3 – 1 | DDR            | BJK Inönüstadion, Istanbul Toeschouwers: 5.000 Scheidsrechter: George Ionescu (ROU) |
| 25 maart Vriendschappelijk № 237 «onderlinge duels» 14:30 (UTC+2) | Erdal Keser 45' Kayhan Kaynak 47' Tanju Çolak 76' |       | 29' Ralf Minge | BJK Inönüstadion, Istanbul Toeschouwers: 5.000 Scheidsrechter: George Ionescu (ROU) |

|                                                                          |         |       |          |                                                                                       |
| 29 april EK 1988 kwalificatie № 238 «onderlinge duels» 18:00 uur (UTC+3) | Turkije | 0 – 0 | Engeland | İzmir Atatürkstadion, İzmir Toeschouwers: 25.000 Scheidsrechter: Valeri Butenko (URS) |
| 29 april EK 1988 kwalificatie № 238 «onderlinge duels» 18:00 uur (UTC+3) |         |       |          | İzmir Atatürkstadion, İzmir Toeschouwers: 25.000 Scheidsrechter: Valeri Butenko (URS) |

|                                                                            | |       |         |                                                                               |
| 14 oktober EK 1988 kwalificatie № 239 «onderlinge duels» 20:00 uur (UTC+1) | Engeland | 8 – 0 | Turkije | Wembley Stadium, Londen Toeschouwers: 45.528 Scheidsrechter: Bep Thomas (NED) |
| 14 oktober EK 1988 kwalificatie № 239 «onderlinge duels» 20:00 uur (UTC+1) | John Barnes 1' Gary Lineker 8' John Barnes 28' Gary Lineker 42' Bryan Robson 59' Peter Beardsley 62' Gary Lineker 71' Neil Webb 88' |       |         | Wembley Stadium, Londen Toeschouwers: 45.528 Scheidsrechter: Bep Thomas (NED) |

|                                                                           |                 |       |         |                                                                                 |
| 11 november EK 1988 kwalificatie № 240 «onderlinge duels» 20:00 uur (UTC) | Noord-Ierland   | 1 – 0 | Turkije | Windsor Park, Belfast Toeschouwers: 3.931 Scheidsrechter: Peter Mikkelsen (DEN) |
| 11 november EK 1988 kwalificatie № 240 «onderlinge duels» 20:00 uur (UTC) | Jimmy Quinn 47' |       |         | Windsor Park, Belfast Toeschouwers: 3.931 Scheidsrechter: Peter Mikkelsen (DEN) |

|                                                                             |                                    |       |                                                                      |                                                                                    |
| 16 december EK 1988 kwalificatie № 241 «onderlinge duels» 14:00 uur (UTC+2) | Turkije                            | 2 – 3 | Joegoslavië                                                          | İzmir Atatürkstadion, İzmir Toeschouwers: 4.657 Scheidsrechter: Bruno Galler (SUI) |
| 16 december EK 1988 kwalificatie № 241 «onderlinge duels» 14:00 uur (UTC+2) | Yusuf Altıntaş 68' Feyyaz Uçar 73' |       | 5' Ljubomir Radanović 40' Srećko Katanec 54' (pen.) Faruk Hadžibegić | İzmir Atatürkstadion, İzmir Toeschouwers: 4.657 Scheidsrechter: Bruno Galler (SUI) |

### 1988
|                                                                       |                    |       |         |                                                                                     |
| 16 maart Vriendschappelijk № 242 «onderlinge duels» 17:00 uur (UTC+1) | Hongarije          | 1 – 0 | Turkije | Népstadion, Boedapest Toeschouwers: 2.000 Scheidsrechter: Tadeusz Diakonowicz (POL) |
| 16 maart Vriendschappelijk № 242 «onderlinge duels» 17:00 uur (UTC+1) | József Kiprich 90' |       |         | Népstadion, Boedapest Toeschouwers: 2.000 Scheidsrechter: Tadeusz Diakonowicz (POL) |

|                                                                           |                                                        |       |                        |                                                                                      |
| 21 september Vriendschappelijk № 243 «onderlinge duels» 16:00 uur (UTC+3) | Turkije                                                | 3 – 1 | Griekenland            | BJK Inönüstadion, Istanbul Toeschouwers: 30.593 Scheidsrechter: Werner Föckler (FRG) |
| 21 september Vriendschappelijk № 243 «onderlinge duels» 16:00 uur (UTC+3) | Tanju Çolak 8' (pen.) Oğuz Çetin 41' Rıdvan Dilmen 63' |       | 39' Nikos Anastopoulos | BJK Inönüstadion, Istanbul Toeschouwers: 30.593 Scheidsrechter: Werner Föckler (FRG) |

|                                                                        |                  |       |                        |                                                                                         |
| 12 oktober WK 1990 kwalificatie № 244 «onderlinge duels» 14:30 (UTC+2) | Turkije          | 1 – 1 | IJsland                | BJK Inönüstadion, Istanbul Toeschouwers: 25.680 Scheidsrechter: Ovadia Ben Itzhak (ISR) |
| 12 oktober WK 1990 kwalificatie № 244 «onderlinge duels» 14:30 (UTC+2) | Ünal Karaman 73' |       | 63' Guðmundur Torfason | BJK Inönüstadion, Istanbul Toeschouwers: 25.680 Scheidsrechter: Ovadia Ben Itzhak (ISR) |

|                                                                            |                                                        |       |                                 |                                                                               |
| 2 november WK 1990 kwalificatie № 245 «onderlinge duels» 19:00 uur (UTC+1) | Oostenrijk                                             | 3 – 2 | Turkije                         | Praterstadion, Wenen Toeschouwers: 21.346 Scheidsrechter: Tullio Lanese (ITA) |
| 2 november WK 1990 kwalificatie № 245 «onderlinge duels» 19:00 uur (UTC+1) | Toni Polster 38' Andreas Herzog 42' Andreas Herzog 54' |       | 61' Feyyaz Uçar 81' Tanju Çolak | Praterstadion, Wenen Toeschouwers: 21.346 Scheidsrechter: Tullio Lanese (ITA) |

|                                                                         |                                                |       |                  |                                                                                    |
| 30 november WK 1990 kwalificatie № 246 «onderlinge duels» 14:00 (UTC+2) | Turkije                                        | 3 – 1 | DDR              | BJK Inönüstadion, Istanbul Toeschouwers: 42.000 Scheidsrechter: Lajos Nemeth (HUN) |
| 30 november WK 1990 kwalificatie № 246 «onderlinge duels» 14:00 (UTC+2) | Tanju Çolak 24' Tanju Çolak 65' Oğuz Çetin 70' |       | 76' Andreas Thom | BJK Inönüstadion, Istanbul Toeschouwers: 42.000 Scheidsrechter: Lajos Nemeth (HUN) |

### 1989
|                                                                       |             |                   |         |                                                                                                  |
| 29 maart Vriendschappelijk № 247 «onderlinge duels» 20:00 uur (UTC+3) | Griekenland | 0 – 1             | Turkije | Olympisch Stadion Spyridon Louis, Athene Toeschouwers: 4.242 Scheidsrechter: Zdravko Jokić (YUG) |
| 29 maart Vriendschappelijk № 247 «onderlinge duels» 20:00 uur (UTC+3) |             | 39' Rıdvan Dilmen |         | Olympisch Stadion Spyridon Louis, Athene Toeschouwers: 4.242 Scheidsrechter: Zdravko Jokić (YUG) |

|                                                                      |     |                                   |         |                                                                                         |
| 12 april WK 1990 kwalificatie № 248 «onderlinge duels» 17:00 (UTC+2) | DDR | 0 – 2                             | Turkije | Ernst Grubestadion, Maagdenburg Toeschouwers: 23.000 Scheidsrechter: Jan Damgaard (DEN) |
| 12 april WK 1990 kwalificatie № 248 «onderlinge duels» 17:00 (UTC+2) |     | 21' Tanju Çolak 87' Rıdvan Dilmen |         | Ernst Grubestadion, Maagdenburg Toeschouwers: 23.000 Scheidsrechter: Jan Damgaard (DEN) |

|                                                                        |         |                            |             |                                                                                      |
| 10 mei WK 1990 kwalificatie № 249 «onderlinge duels» 16:00 uur (UTC+3) | Turkije | 0 – 1                      | Sovjet-Unie | BJK Inönüstadion, Istanbul Toeschouwers: 34.553 Scheidsrechter: Michel Vautrot (FRA) |
| 10 mei WK 1990 kwalificatie № 249 «onderlinge duels» 16:00 uur (UTC+3) |         | 41' Oleksii Mykhaylychenko |             | BJK Inönüstadion, Istanbul Toeschouwers: 34.553 Scheidsrechter: Michel Vautrot (FRA) |

|                                                                        |                                         |       |                 |                                                                                          |
| 20 september WK 1990 kwalificatie № 250 «onderlinge duels» 17:30 (UTC) | IJsland                                 | 2 – 1 | Turkije         | Laugardalsvöllur, Reykjavik Toeschouwers: 3.451 Scheidsrechter: José Pérez Sánchez (ESP) |
| 20 september WK 1990 kwalificatie № 250 «onderlinge duels» 17:30 (UTC) | Pétur Pétursson 53' Pétur Pétursson 69' |       | 85' Feyyaz Uçar | Laugardalsvöllur, Reykjavik Toeschouwers: 3.451 Scheidsrechter: José Pérez Sánchez (ESP) |

|                                                                            |                                                     |       |         |                                                                                      |
| 25 oktober WK 1990 kwalificatie № 251 «onderlinge duels» 14:30 uur (UTC+2) | Oostenrijk                                          | 3 – 0 | Turkije | Ali Sami Yenstadion, Istanbul Toeschouwers: 33.465 Scheidsrechter: Jozef Marko (TCH) |
| 25 oktober WK 1990 kwalificatie № 251 «onderlinge duels» 14:30 uur (UTC+2) | Rıdvan Dilmen 15' Rıdvan Dilmen 53' Feyyaz Uçar 62' |       |         | Ali Sami Yenstadion, Istanbul Toeschouwers: 33.465 Scheidsrechter: Jozef Marko (TCH) |

|                                                                             |                                            |       |         |                                                                                          |
| 15 november WK 1990 kwalificatie № 252 «onderlinge duels» 19:00 uur (UTC+3) | Sovjet-Unie                                | 2 – 0 | Turkije | RSC Lokomotivstadion, Simferopol Toeschouwers: 28.000 Scheidsrechter: Dieter Pauly (DDR) |
| 15 november WK 1990 kwalificatie № 252 «onderlinge duels» 19:00 uur (UTC+3) | Oleh Protasov 68' Gökhan Keskin 79' (e.d.) |       |         | RSC Lokomotivstadion, Simferopol Toeschouwers: 28.000 Scheidsrechter: Dieter Pauly (DDR) |

CONMEBOL: Bolivia · Chili  · Colombia · Ecuador · Uruguay

UEFA: Albanië · België · Bulgarije · Cyprus · Denemarken · West-Duitsland · Duitse Democratische Republiek · Engeland · Faeröer · Finland · Frankrijk · Griekenland · Hongarije · IJsland · Ierland · Israël · Italië · Joegoslavië ·  Liechtenstein · Luxemburg · Malta · Nederland · Noord-Ierland · Noorwegen · Oostenrijk · Polen · Portugal · Roemenië · San Marino · Schotland ·  Sovjet-Unie ·  Spanje · Tsjecho-Slowakije · Turkije · Wales ·  Zweden · Zwitserland

CAF: Madagaskar

TFF · A-internationals · Selecties · Bondscoaches · Turks vrouwenelftal · Olympisch elftal · Turkije U21 · Turkije U20 · Turkije U19 · Turkije U18 · Turkije U17 · Turkije U16
1923 – 1929 · 
1930 – 1939 · 
1940 – 1949 · 
1950 – 1959 · 
1960 – 1969 · 
1970 – 1979 · 
1980 – 1989 · 
1990 – 1999 · 
2000 – 2009 · 
2010 – 2019 ·
2020 − 2029
EK 1996 · 
EK 2000 · 
EK 2008 · 
EK 2016 ·
EK 2020 ·
EK 2024 · WK 1954 · WK 2002 · OS 1924 · 
OS 1928 · 
OS 1936 · 
OS 1948 · 
OS 1952 · 
OS 1960
1923 · 
1924 · 
1925 · 
1926 · 
1927 · 
1928 · 
1929 · 1930 · 
1931 · 
1932 · 
1933 · 1934 · 1935 · 
1936 · 
1937 · 
1938 · 1939 · 1940 · 1941 · 1942 · 1943 · 1944 · 1945 · 1946 · 1947 · 
1948 · 
1949 · 
1950 · 
1952 · 
1952 · 
1953 · 
1954 · 
1955 · 
1956 · 
1957 · 
1958 · 
1959 · 
1960 · 
1961 · 
1962 · 
1963 · 
1964 · 
1965 · 
1966 · 
1967 · 
1968 · 
1969 · 
1970 · 
1971 · 
1972 · 
1973 · 
1974 · 
1975 · 
1976 · 
1977 · 
1978 · 
1979 · 
1980 · 
1981 · 
1982 · 
1983 · 
1984 · 
1985 · 
1986 · 
1987 · 
1988 · 
1989 · 
1990 · 
1991 · 
1992 · 
1993 · 
1994 · 
1995 · 
1996 · 
1997 · 
1998 · 
1999 · 
2000 · 
2001 · 
2002 · 
2003 · 
2004 · 
2005 · 
2006 · 
2007 · 
2008 · 
2009 · 
2010 · 
2011 · 
2012 · 
2013 · 
2014 · 
2015 ·
2016 ·
2017 ·
2018 ·
2019 ·
2020 ·
2021 ·
2022 ·
2023 ·
2024
Albanië ·
Algerije ·
Andorra ·
Angola ·
Armenië ·
Australië ·
Azerbeidzjan ·
België ·
Bosnië en Herzegovina ·
Brazilië ·
Bulgarije ·
Canada ·
Chili ·
China ·
Colombia ·
Costa Rica ·
DDR ·
Denemarken ·
Duitsland ·
Ecuador ·
Egypte ·
Engeland ·
Estland ·
Ethiopië ·
Faeröer ·
Finland ·
Frankrijk ·
Georgië ·
Ghana ·
Gibraltar ·
Griekenland ·
Guinee ·
Honduras ·
Hongarije ·
Ierland ·
IJsland ·
Irak ·
Iran ·
Israël ·
Italië ·
Ivoorkust ·
Japan ·
Joegoslavië ·
Kameroen ·
Kazachstan ·
Kosovo ·
Kroatië ·
Letland ·
Libanon ·
Libië ·
Liechtenstein ·
Litouwen ·
Luxemburg ·
Maleisië ·
Malta ·
Mexico ·
Moldavië ·
Montenegro · 
Nederland ·
Nieuw-Zeeland ·
Noord-Ierland ·
Noord-Macedonië ·
Noorwegen ·
Oekraïne ·
Oezbekistan ·
Oostenrijk ·
Pakistan ·
Paraguay ·
Polen ·
Portugal ·
Qatar · 
Roemenië ·
Rusland ·
San Marino ·
Saoedi-Arabië ·
Schotland ·
Senegal ·
Servië ·
Slovenië · 
Slowakije ·
Sovjet-Unie ·
Spanje ·
Syrië ·
Tsjechië ·
Tsjecho-Slowakije ·
Tunesië ·
Uruguay ·
Verenigde Staten ·
Wales ·
Wit-Rusland ·
Zuid-Afrika ·
Zuid-Korea ·
Zweden ·
Zwitserland
Brazilië (2002, 1) · 
Costa Rica (2002) · 
Duitsland (2008) · 
Italië (2021) · 
Kroatië (2008) · 
Kroatië (2016) · 
Portugal (2008) · 
Spanje (2016) · 
Tsjechië (2008) · 
Wales (2021) · 
Zwitserland (2008) · 
Zwitserland (2021)